# Winchcombe (Meteorit)
Koordinaten: 51° 57′ 4″ N, 1° 58′ 30″ W
Der Meteorit Winchcombe ist ein kohliger (kohlenstoffhaltiger) Chondrit, der am 28. Februar 2021 um 21:54 Uhr über Gloucestershire, England, als grün leuchtende Feuerkugel in die Erdatmosphäre eintrat. Aufgrund eines öffentlichen Aufrufs wurden sehr bald Fragmente aus dem Dorf Winchcombe geborgen, so dass sie für Analysen zur Verfügung stehen konnten, bevor sie durch Verwitterung zerfielen.
Es handelt sich um einen 4,6 Milliarden Jahre alten Meteoriten, der aus dem Asteroidengürtel zwischen Mars und Jupiter stammt.
Es war der erste Meteorit, der seit 1991 in Großbritannien gefunden wurde.
Fragmente des Meteoriten werden seit dem 17. Mai 2021 im Londoner Natural History Museum (NHM) ausgestellt.

## Fall und Beobachtung
Bilder des auf die Erde fallenden Meteoroiden wurden von sechs Kameranetzwerken der vom Natural History Museum geleiteten UK Fireball und von den Videokameras an Türklingeln privater Haushalte aufgenommen.
Außerdem gab es über 1.000 Augenzeugenberichte aus dem Vereinigten Königreich und anderen Teilen Nordeuropas sowie einen lauten Knall (Verdichtungsstoß), der in der näheren Umgebung zu hören war. Aufgrund dieser Beobachtungen konnte seine Flugbahn rekonstruiert und ein öffentlicher Aufruf zur Suche nach Fragmenten veröffentlicht werden.

## Auffindung und Bergung
Daraufhin fand eine Familie einen Haufen dunkler Steine und Pulver auf der Einfahrt ihres Hauses in Winchcombe. Sie hatten ein Geräusch gehört, als der Meteorit einschlug, aber erst am nächsten Morgen nachgesehen. Die entdeckten Bruchstücke steckten sie in eine Tüte,  die zur Analyse nach London gebracht wurde. Insgesamt wurde 319 Gramm Material von ihrer Einfahrt und ihrem Rasen gesammelt.
In den folgenden Tagen wurden in der Nähe weitere Fragmente gefunden, darunter befand sich auf einem Acker der größte Einzelstein des Meteoriten mit 152 Gramm, der aber bei der Bergung in zwei Teile zerbrach.
Am 21. März 2021 fand der Meteoritenjäger Chris Casey ein Bruchstück (12 g) auf einem Grünstreifen im etwas weiter westlich gelegenen Woodmancote (Tewkesbury).
Ein weiterer Fund (17,5 g) folgte am 23. März 2021 in Bishop’s Cleeve (nebenan, ebenfalls Tewkesbury).
Am 25. März 2021 fanden Casey und Luther Jackson einen weiteren Stein (19,2 g) in Bishop’s Cleeve,
und am 1. April 2021 fand Jackson bei seiner Suche mit Casey und Graham Ensor noch einen fragmentierten Brocken (5,2 g) auf einem Fußweg im selben Ort.
Die Gesamtmasse der sichergestellten Teilstücke beläuft sich auf 602 g, verteilt auf Hunderte von Einzelteilen.
Am 8. September 2021 wurde ein Quadratmeter des eingedrückten Teils der Asphaltstraße, auf der der Meteorit gelandet war, entfernt und komplett in das Naturhistorische Museum in London gebracht.
Teile des Winchcombe-Meteoriten sind zudem heute Teil einer Ausstellung im Winchcombe-Museum, die die Geschichte seiner Herkunft, seiner plötzlichen Ankunft und seine wissenschaftliche Bedeutung beschreibt.

## Zusammensetzung und Klassifizierung

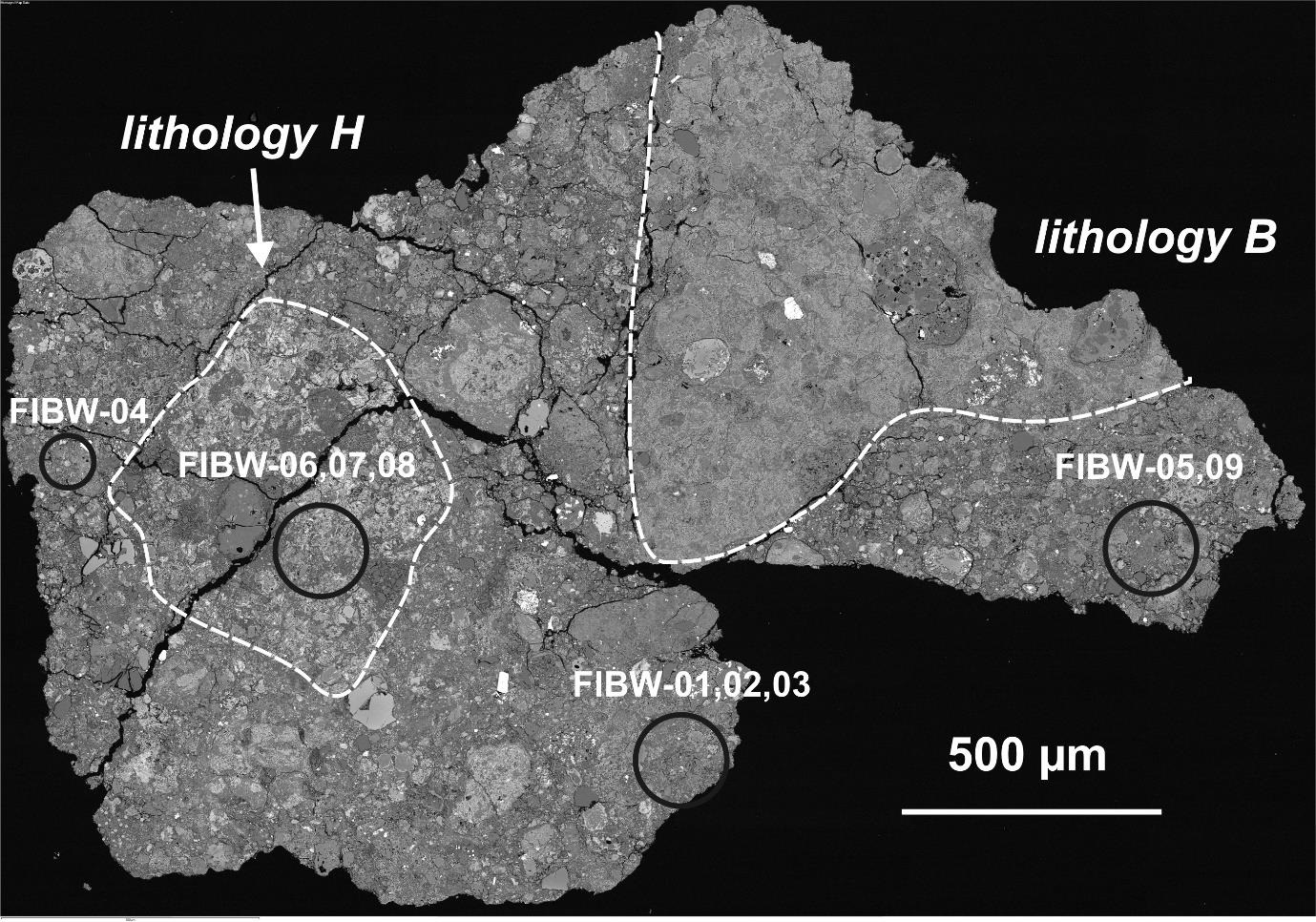
REM-BSE -Übersichtsbild des von Vollmer et al. (2024) untersuchten Winchcombe-Fragments

Der Winchcombe-Meteoriten wird als ein kohliger Chondrit klassifiziert. Es ist der erste dieser Art, der bei einem Einschlag in Großbritannien gefunden wurde.
Er war zum Glück für die Forschung keinem Regen ausgesetzt und die meisten Teile wurden schon innerhalb von 12 Stunden nach dem Aufprall auf die Erde in eine geschützte Umgebung gebracht. Die Qualität dieser Proben ist daher annähernd mit der des von Raumsonden zu Asteroiden zurückgebrachten Materials vergleichbar und bietet eine „nahezu unverfälschte Dokumentation der Zusammensetzung primitiver Asteroiden“. Es hat sich gezeigt, dass das Meteoritenmaterial von ähnlichem Typ ist wie die Probe, die von der Hayabusa2-Mission zum Asteroiden (162173) Ryugu gesammelt wurde.

### Organische Verbindungen
Der Meteorit wurde, wie im Januar 2024 veröffentlicht, von Christan Vollmer (Institut für Mineralogie der Universität Münster) und Kollegen mit Hilfe von Spektroskopietechniken mit hoher räumlicher Auflösung (SuperSTEM) eingehend untersucht. Es stand eine minimal bearbeitete Meteoritenprobe zur Verfügung, wobei der gesamte petrographische Kontext während der Analysen erhalten blieb. Es konnten organische Verbindungen identifiziert werden, neben Kohlenwasserstoffen auch in geringer Konzentration stickstoffhaltige Verbindungen (Verhältnis N/C ca. 1–3 %) – unter den letzteren sind insbesondere Aminosäuren und N-Heterocyclen interessant.
Bildergalerie

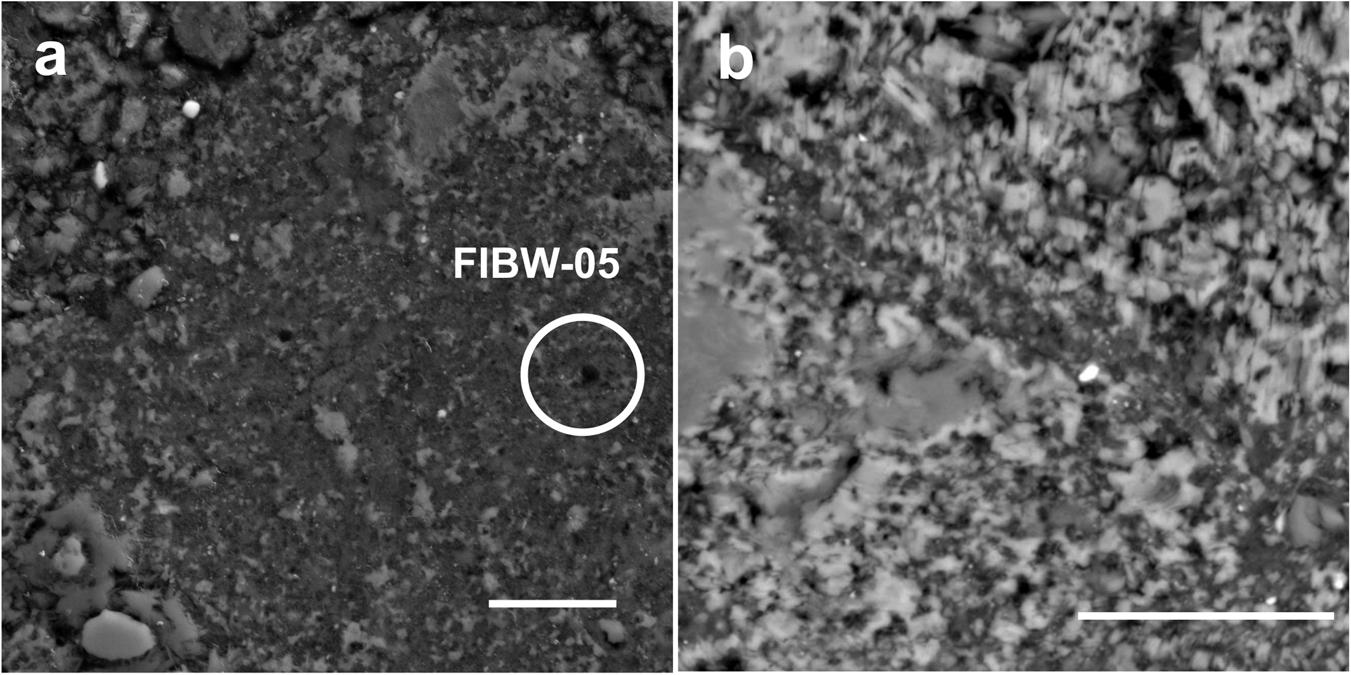
Mikroskopische Rückstreuelektronenkontrast-Aufnahmen (REM-BSE) mit geringer Vergrößerung von typischen organischen Partikelmorphologien in Winchcombe
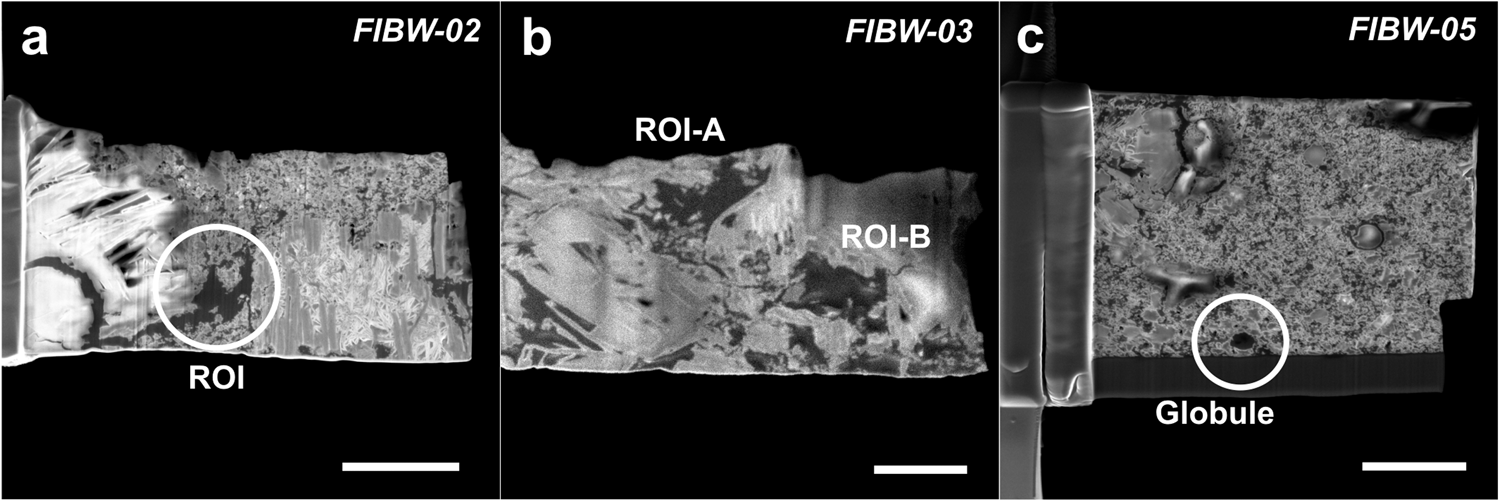
FIB-REM-Mikrofotografien mit hoher Vergrößerung von extrahierten Lamellen
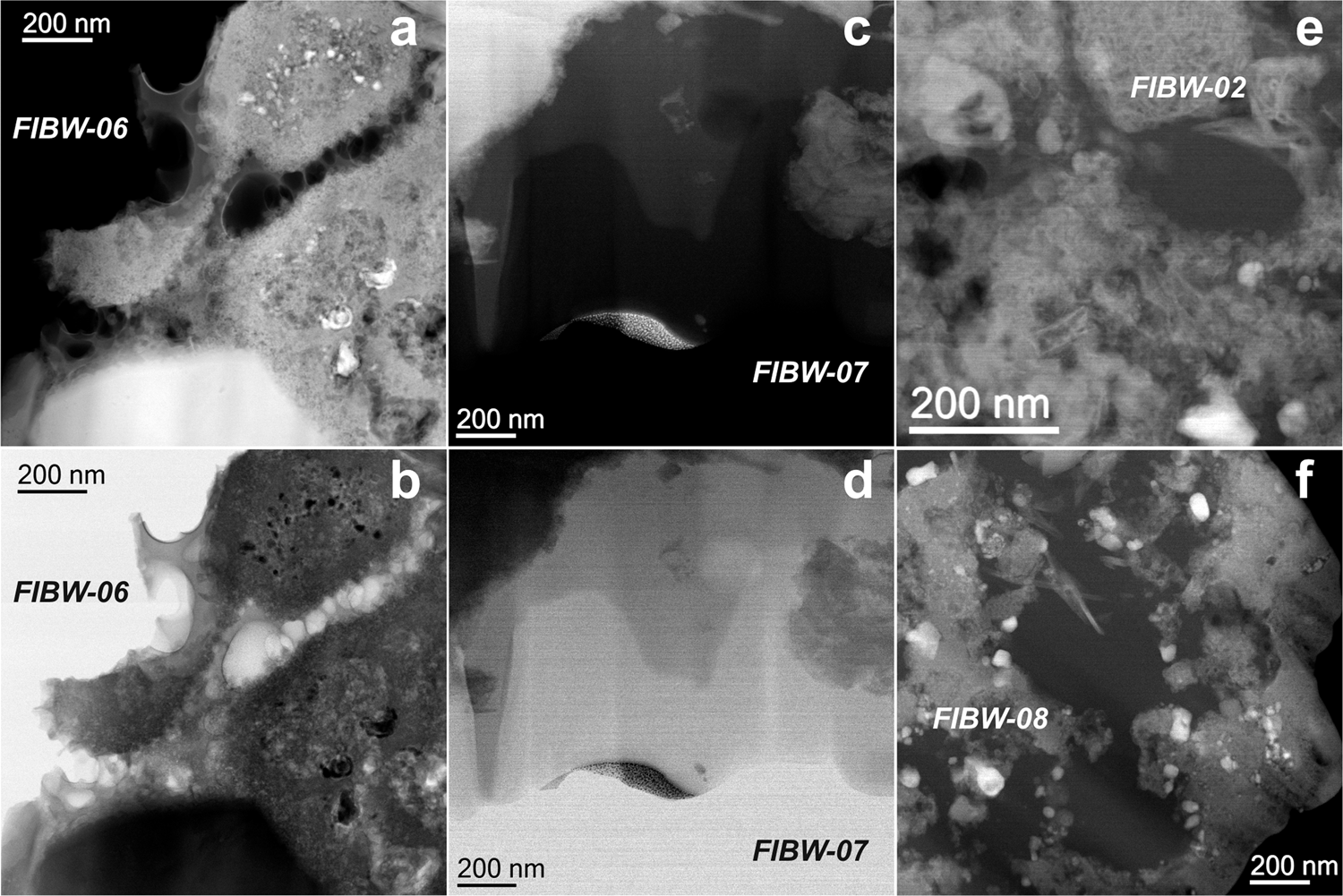
RTEM-BF- und -HAADF-Mikrofotografien typischer organischer Kornmorphologien mit der höheren Auflösung des RTEM

## Signifikanz
Die 2024 veröffentlichten Analysen von Vollmer &et al. zeigen, so die Autoren, dass der Winchcombe-Meteorit noch ursprüngliche extraterrestrische organische Materie bewahrt hat und somit eine wichtige Ergänzung der schon früher gefallenen kohligen Chondriten darstellt. Die Ergebnisse der Studie sind eine wichtige Erkenntnis auch für die Erforschung der Ursprünge des Lebens auf der Erde. Die hier benutzte SuperSTEM-Analysemethode ohne chemische Behandlung des Materials stellt ein Muster und Präzedenzfall dar für die Untersuchung von Ryugu-Proben aus der Hayabusa2-Mission und von Proben der OSIRIS-REx-Mission zum Asteroiden (101955) Bennu.